# Jeanette Enmanuel Tejada
Jeanette Charlotte Enmanuel Tejada (Arequipa, 5 de diciembre de 1952) es una empresaria peruana. Es promotora de productos naturales; además de fundadora de Santa Natura, una marca de cuidado personal que se elabora y se comercializa dentro del país a partir de insumos orgánicos, que se exporta a los Estados Unidos y Europa. Fue candidata a la presidencia por Perú Posible para las elecciones del 2006 pero ante el descrédito de la agrupación política y las severas críticas a su postulación se retiró de la carrera política a sólo unos cuantos días de dar a conocer su candidatura.

## Biografía
Es la menor de seis hermanos, concebido del matrimonio de Carlos Enmanuel Valdivia y Vitalina Tejada Álvarez. A los seis años viajó a la ciudad de Lima donde su familia vivió en la antigua zona urbana de Breña.
Cursó sus estudios primarios y secundarios en el Colegio Nacional de Rosa de Santa María. Entre los años de 1969 y 1972 llevó la especialidad de Relaciones Públicas en la Escuela Superior de Relaciones Públicas. En ese entonces se vinculó a los movimientos estudiantiles universitarios de izquierda. En 1977 contrajo matrimonio con Galdós Molina, con quien participó activamente en la oposición del gobierno de Francisco Morales Bermúdez, en que fueron obligados a viajar a Suecia en 1978 como exiliados políticos. Tras su regreso al Perú en 1983, trabajó sucesivamente como funcionaria de alto nivel en Productos Favel (Yambal) y Droguerías Distribuidoras Khan. En 1995 decidió ingresar con su esposo en el mundo de los negocios con Agroindustrias Floris, responsable de la marca Santa Natura (inicialmente llamado Sun Natural).

## Candidata a la presidencia
En 2006 postuló a Perú Posible (partido político peruano) como la virtual candidata presidencial la república. Aunque su postulación debió ratificarse en el congreso partidario el 11 de diciembre, Emmanuel declaró a los medios que:

Si sale electa no recibirá sueldo; que no tiene compromiso con Perú Posible como partido; que otros partidos la llamaron pero solo le ofrecieron ser congresista, y como congresista "podia hacer poco".

Tras el malestar entre los integrantes del partido, quienes estuvieron en desacuerdo por la falta de experiencia política, terminó renunciando y el partido político en ese tiempo no podía encontrar un candidato. El cupo fue reemplazado Rafael Belaúnde Aubry, hijo del expresidente peruano Fernando Belaúnde, quien muy poco tiempo después abandonó su postulación. 

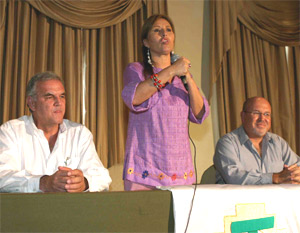
Jeanette Emanuel dando una conferencia de prensa de su candidatura 2006

## Accidente automovilístico
El día 7 de marzo del 2010 Jeanette Enmanuel sufrió de traumatismo encéfalo craneano debido al accidente automovilístico en la Panamericana Norte, cerca de Huarura. Junto a los otros dos pasajeros, del personal de la producción del programa, fueron trasladados a un hospital y posteriormente internados en el hospital de la FAP. El día 9 de marzo del 2010 fue dada de alta.

## Programa de televisión
Inició a finales de los años 1990 con su programa de televisión Santa Natura por el canal Global Televisión. En julio del 2004 vuelve a la televisión tras 3 años de ausencia con el programa Santa Natura por el canal Latina Televisión, anteriormente conocido como Frecuencia Latina, y también en América Televisión. El programa se emitió durante el 12 de julio de 2004 al 27 de agosto de 2005 de lunes a viernes de 8:30 a. m. a 9:00 a. m. y el sábado como repetición del programa del día anterior de 8:15 a. m. a 9:00 a. m.. En noviembre del 2005 se empezó a transmitir el programa a través de una señal independiente que dejó de transmitir en el año 2016.
Tras años de ausencia, en 2022 vuelve a la televisión con el programa de Willax Santa Natura emprende.

## Premios y reconocimientos
| Año  | Premio                                | Categoría          | Resultado | Ref.   |
| ---- | ------------------------------------- | ------------------ | --------- | ------ |
| 2006 | Reconocimiento de Gente Internacional | Empresaria del año | Incluida  | [ 21 ] |